# Clan Ramsay
Le clan Ramsay est un clan écossais remontant au XIIe siècle.

## Histoire

### L'histoire du clan
Famille anglo-Normande, les Ramsay arrivent en Écosse avec David Ier, lorsque celui-ci revendique le trône (1124). Selon certains, leur nom viendrait d'une image figurant sur le sceau d'une abbaye (a ram in the sea, « un bélier dans la mer »), associée au roi. Toutefois, cette hypothèse semble erronée, le nom de Ramsay – déclinaison de Ramsey, Ramsei, Ramesie, Ramseier, Ramseyer – étant bien plus ancien que cela. En vieux norrois, en effet, hraems-ay (Rams-ay) signifie ravens island, soit l'île des corbeaux (hraem = raven et ei = island)
Au XIIIe siècle, ils acquièrent le fief de Dalhousie dans le Midlothian, leur résidence principale. William Ramsay de Dalwolsyn signe la déclaration d'Arbroath (1320) et son fils, Alexander, est nommé shérif de Teviotdale en 1342. William Douglas se venge en le faisant mourir de faim dans le château d'Hermitage.
En 1972 le siège historique du clan Ramsay, le château de Dalhousie, est transformé en hôtel. Le siège actuel du clan Ramsay se trouve au château de Brechin, lieu où Lord Dalhousie habite.

### Personnages célèbres du clan Ramsay
- Le poète Allan Ramsay (1686-1758) et son fils, également dénommé Allan (1713-1784), portraitiste.

- Le chef cuisinier Gordon Ramsay

## Tartan du clan
Pour le clan Ramsay, comme pour de nombreux clans, il existe plusieurs tartans :

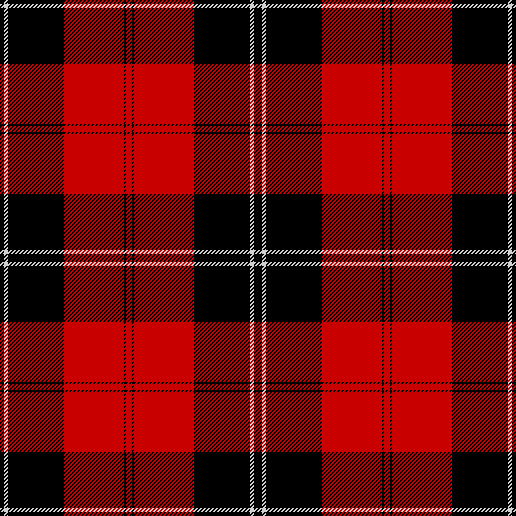
Tartan Ramsay, illustré dans le Vestiarium Scoticum de 1842.

- le rouge moderne[2]
- le bleu[3], encore appelé le hunting
- Le rouge Angus & Means[4]
- L'orange dit Modern[5];
- Le vert[6]